# Philipp Wäffler
Philipp Wäffler (Sciaffusa, 14 agosto 1971) è un ex pentatleta svizzero.

## Palmarès
In carriera ha conseguito i seguenti risultati:
- Mondiali:

Basilea 1995: argento nel pentathlon moderno staffetta a squadre.